# Chronica Slavorum

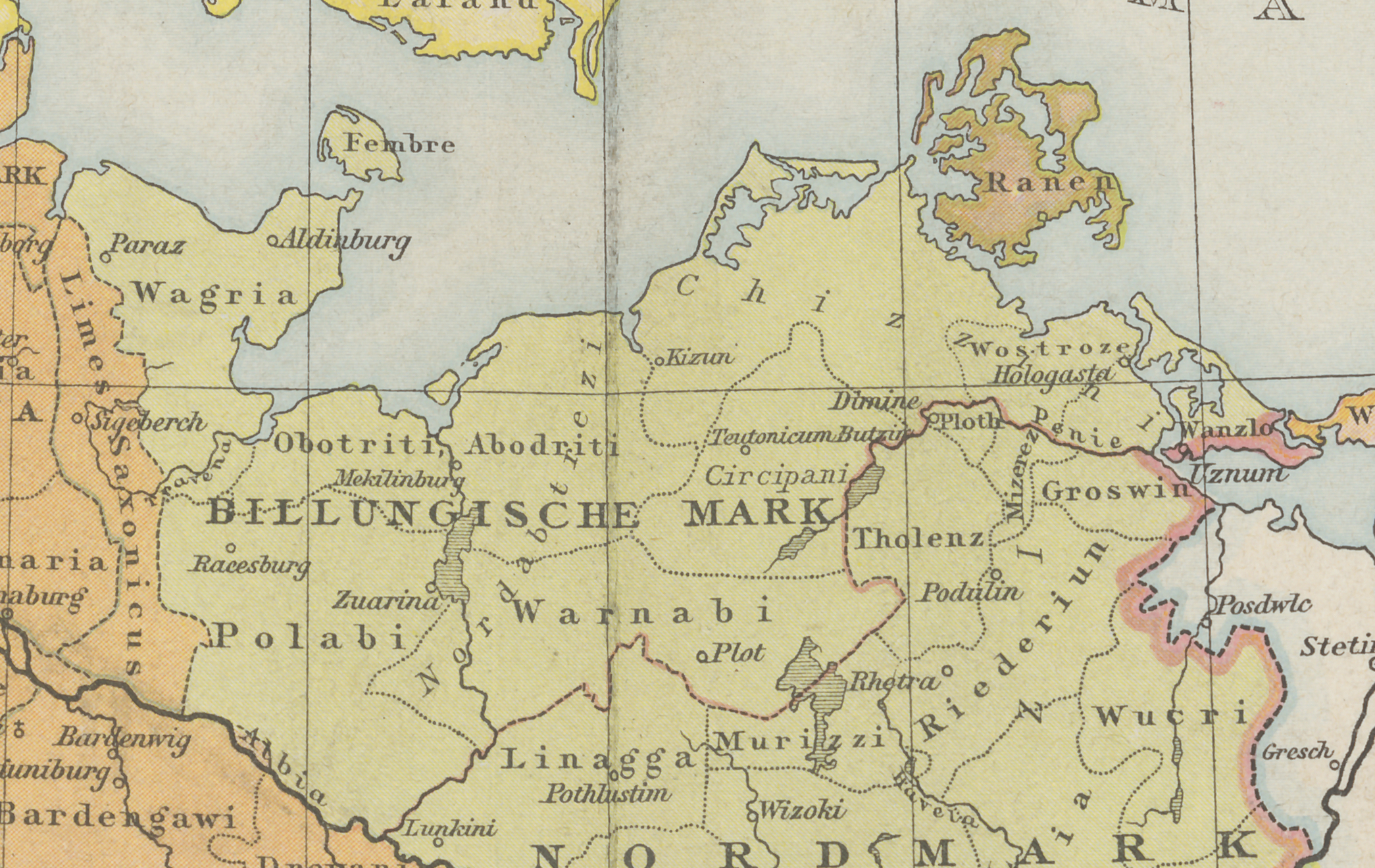
Zone di origine dei Wagri, Obodriti, Rani e Pomerani verso l'anno 1000

La Chronica Slavorum (titolo originale Chronica Sclavorum, ossia Cronaca degli Slavi) è un testo in lingua latina redatto da Helmold di Bosau nel XII secolo, che descrive la colonizzazione tedesca dei territori orientali, soprattutto da parte dell'imperatore Ottone I, e della missione di cristianizzazione delle popolazioni slave colà insediate.

## Contenuto
La cronaca tratta preminentemente dell'affermazione della sovranità e dell'insediamento tedeschi e della missione nello Holstein orientale, in Meclemburgo e in Pomerania, oltre che nel Brandeburgo e nella Scandinavia.
Helmold vi descrive proprio la religione, la cultura e la società delle tribù pagane stanziate ad est del fiume Elba, che nelle moderne ricerche vengono denominate Slavi dell'Elba e del Baltico. Riguardo alle differenze fra le tribù baltiche Helmold pone in rilievo nel primo capitolo i Prussiani, che egli erroneamente annovera fra le tribù slave, a causa delle loro "virtù"; essi gli servono come piano di proiezione per la critica ai cristiani. Il baricentro della sua Cronaca (108 capitolo) si occupa degli eventi storici nei territori slavi fra Kiel (Wagri) e le zone oltre la Rocca di Meclemburgo (Obodriti) e l'isola di Rügen (Rani), fino a Stettino (Pomerani), che corrisponde all'incirca alla Marca di Billung, dai tempi di Carlo Magno fino al 1168.
Come fonti Helmold utilizza soprattutto Adamo da Brema, le Vite di Villeado di Brema e di Ansgario di Corbie, integrate da tradizioni tramandate oralmente e da cognizioni proprie. La Cronaca degli Slavi di Helmold è anche un'importante fonte scritta per la lingua basso-tedesca del XII secolo. Arnoldo di Lubecca proseguì la Cronaca di Helmold dal 1171 al 1209 (Arnoldi Chronica Slavorum).
Ernst von Kirchberg la tradusse fra il 1378 e il 1379 in tedesco puro. L'ultima versione venne data alle stampe nel 1556 da Schorkel a Francoforte.

## Edizioni
- (DE) /(LA)  Helmold: Slawenchronik = Helmoldi Presbyteri Bozoviensis Chronica Slavorum (= Ausgewählte Quellen zur deutschen Geschichte des Mittelalters. Bd. 19). Neu übertragen und erläutert von Heinz Stoob. Wissenschaftliche Buchgesellschaft, Darmstadt 1963 (2., verbesserte Auflage. ebenda 1973, ISBN 3-534-00175-3).
- (DE) /(LA)  Helmolds Chronik der Slaven (=Geschichtschr. d. deutschen Vorzeit 2. Gesammtausg. Bd. LVI) Übersetzung nach der Ausgabe der Monumenta Germaniae, Leipzig, 1894. books - google
- Helmold di Bosau, Chronica Slavorum, Scriptores (in Folio) 21, Hannover 1868, Monumenta Germaniae Historica. URL consultato il 19 gennaio 2018 (archiviato dall'url originale il 19 gennaio 2018).
- Elmoldo di Bosau, Cronaca degli Slavi, Edizione del testo latino con traduzione a fronte. Apparati e note, a cura di Piero Bugiani, Napoli, Liguori, 2016, ISBN 978-88-207-6405-0.